# Steinau (Petersberg)
Steinau ist ein Ortsteil der Gemeinde Petersberg im osthessischen Landkreis Fulda. Der Weiler Götzenhof (urkundlich ab 1090 als Goizendorf) ist Teil der Gemarkung Steinau und war Bahnhof der Bahnlinie Götzenhof–Wüstensachsen von 1889 bis zur Stilllegung im Jahr 1986.

## Geographische Lage
Der Ort liegt in Osthessen am Rand der Rhön. Im Ort treffen sich die Landesstraße 3429 und die Kreisstraße 1.

## Geschichte

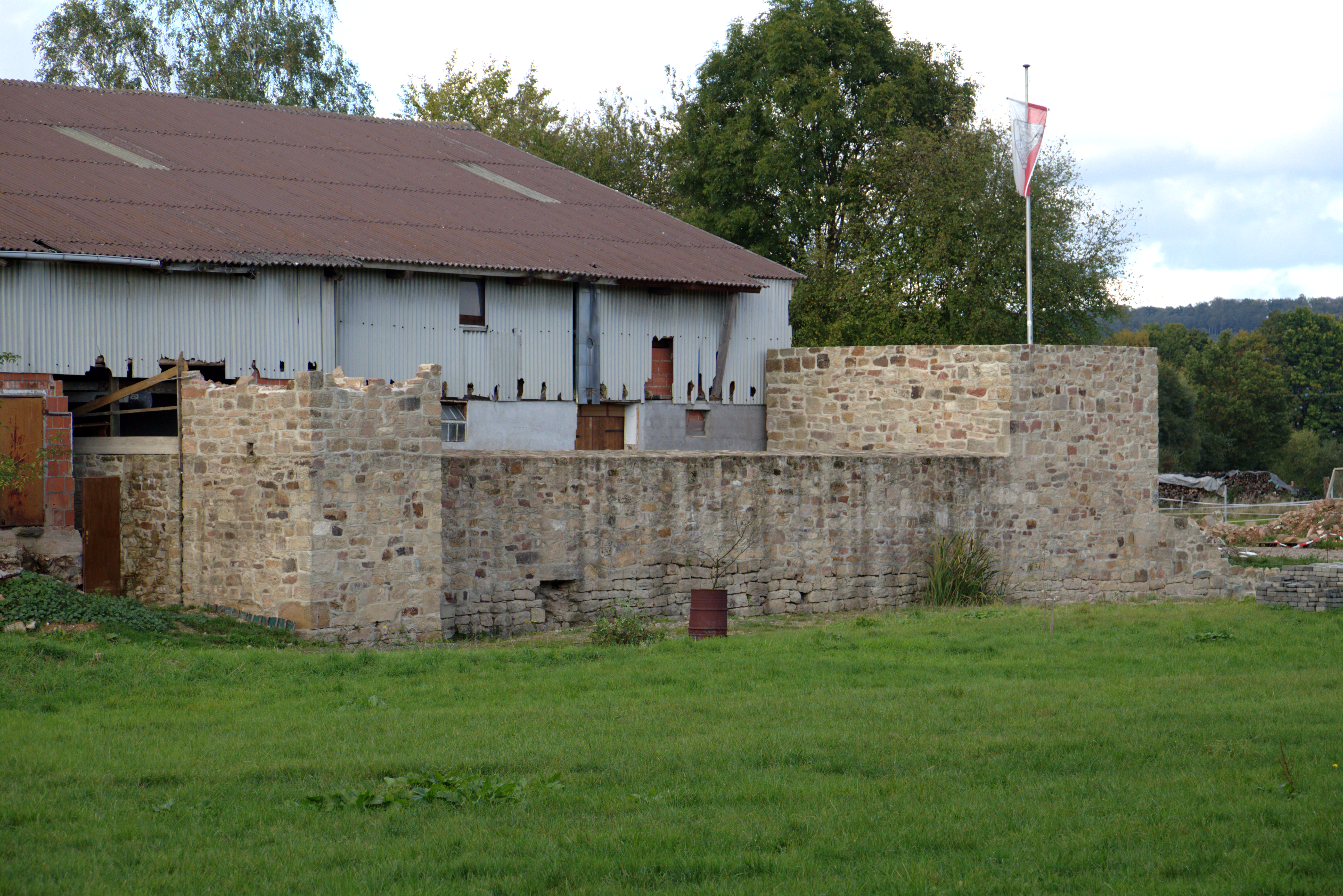
Die Ruine der „Wasserburg“ in Steinau

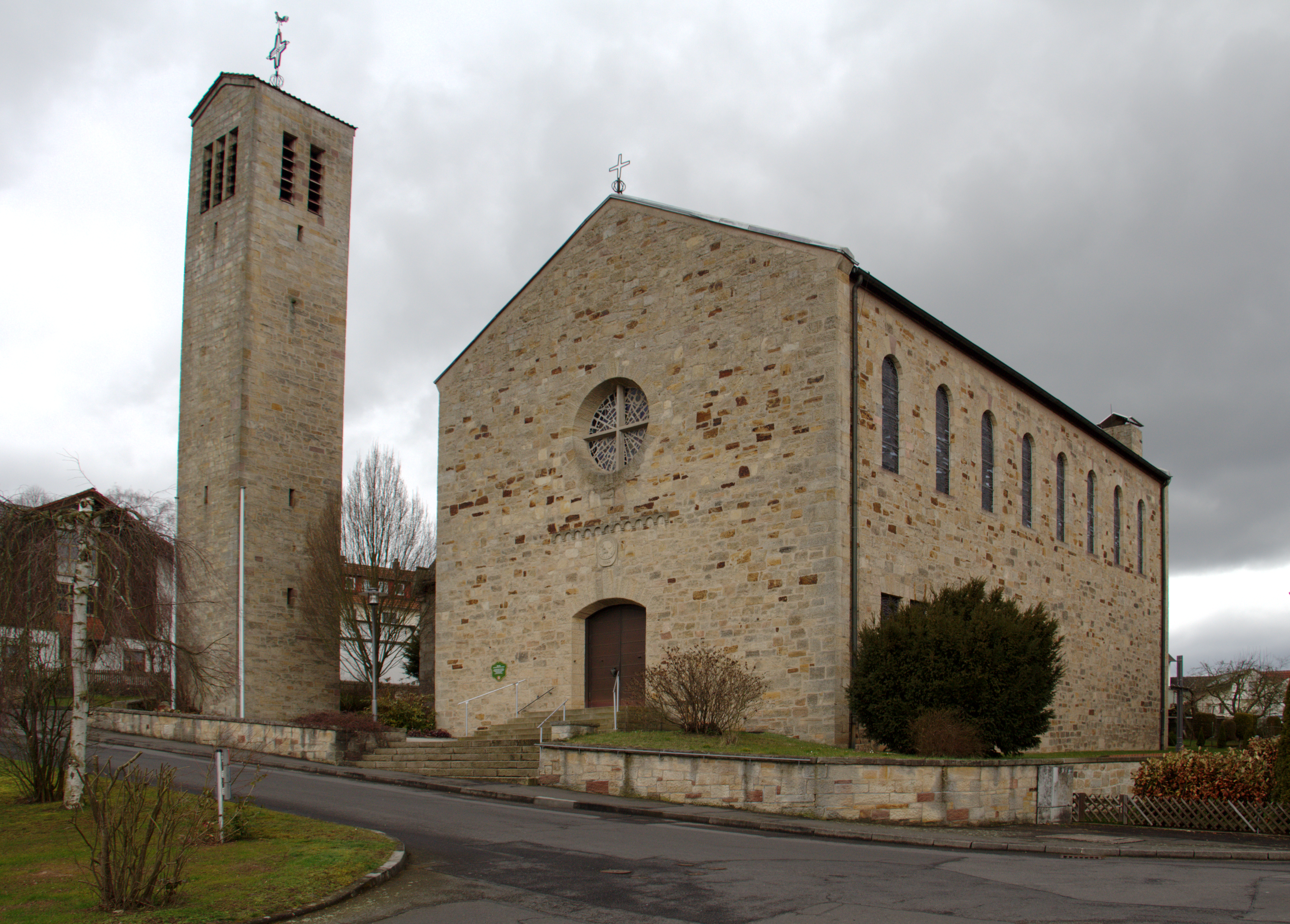
Die Filialkirche St. Bartholomäus und Jakobus in Steinau

### Ortsgeschichte
Soweit bekannt wurde Steinau erstmals urkundlich erwähnt im Jahre 1105. Zu dieser Zeit war es im Besitz des Klosters Fulda.
1287 einigte sich Markward II. von Bickenbach, Fürstabt des Klosters Fulda, mit seinem Ministerialen Friedrich von Schlitz, dass dessen Hälfte der Burg unbehelligt blieb, lediglich die seines Schwagers Giso von Steinau, dem eine Beteiligung am Abtsmord vorgeworfen wurde, sollte zerstört werden.
1381 wird eine Kapelle mit dem Patrozinium des Hl. Bartholomäus von den Rittern Heinrich und Johann von der Tann gestiftet. 1510 präsentierte der Abt von Fulda als Senior der Ganerben des Schlosses. 1594 gehörte die Schlosskapelle zur Pfarrei Margretenhaun. 1787 zählte es zur Fürstabtei Fulda, Centoberamt Fulda. Nach der Säkularisation im Jahr 1803 gehörte Steinau 1851 zum Kurfürstentum Hessen, Landkreis Fulda.
Hessischen Gebietsreform (1970–1977)
Zum 31. Dezember 1971 verlor Steinau im Zuge der Gebietsreform in Hessen seine Eigenständigkeit und wurde ein Ortsteil der Gemeinde Petersberg. Für Steinau wurde ein Ortsbezirk eingerichtet.

### Verwaltungsgeschichte im Überblick
Die folgende Liste zeigt die Staaten und Verwaltungseinheiten, denen Steinau angehört(e):
- vor 1803: Heiliges Römisches Reich, Hochstift Fulda, Centoberamt Fulda
- 1803–1806: Heiliges Römisches Reich, Fürstentum Nassau-Oranien-Fulda, Centoberamt Fulda
- 1806–1810: Kaiserreich Frankreich, Fürstentum Fulda (Militärverwaltung)
- 1810–1813: Großherzogtum Frankfurt, Departement Fulda, Distrikt Fulda
- ab 1816: Kurfürstentum Hessen, Großherzogtum Fulda, Landamt Fulda
- ab 1821/22: Kurfürstentum Hessen, Provinz Fulda, Kreis Fulda[10][Anm. 2]
- ab 1848: Kurfürstentum Hessen, Bezirk Fulda
- ab 1851: Kurfürstentum Hessen, Provinz Fulda, Kreis Fulda
- ab 1867: Norddeutscher Bund[Anm. 3], Königreich Preußen,[Anm. 4] Provinz Hessen-Nassau, Regierungsbezirk Kassel, Kreis Fulda
- ab 1871: Deutsches Reich, Königreich Preußen, Provinz Hessen-Nassau, Regierungsbezirk Kassel, Kreis Fulda
- ab 1918: Deutsches Reich, Freistaat Preußen, Provinz Hessen-Nassau, Regierungsbezirk Kassel, Kreis Fulda
- ab 1944: Deutsches Reich, Freistaat Preußen, Provinz Kurhessen, Landkreis Fulda
- ab 1945: Amerikanische Besatzungszone, Groß-Hessen, Regierungsbezirk Kassel, Landkreis Fulda
- ab 1946: Amerikanische Besatzungszone, Land Hessen, Regierungsbezirk Kassel, Landkreis Fulda
- ab 1949: Bundesrepublik Deutschland, Land Hessen, Regierungsbezirk Kassel, Landkreis Fulda
- ab 1972: Bundesrepublik Deutschland, Land Hessen, Regierungsbezirk Kassel, Landkreis Fulda, Gemeinde Petersberg

## Bevölkerung

### Einwohnerstruktur 2011
Nach den Erhebungen des Zensus 2011 lebten am Stichtag dem 9. Mai 2011 in Steinau 2097 Einwohner. Darunter waren 27 (1,3 %) Ausländer.
Nach dem Lebensalter waren 447 Einwohner unter 18 Jahren, 867 waren zwischen 18 und 49, 396 zwischen 50 und 64 und 387 Einwohner waren älter.
Die Einwohner lebten in 864 Haushalten. Davon waren 228 Singlehaushalte, 246 Paare ohne Kinder und 300 Paare mit Kindern, sowie 75 Alleinerziehende und 18 Wohngemeinschaften. In 174 Haushalten lebten ausschließlich Senioren und in 597 Haushaltungen leben keine Senioren.

### Einwohnerentwicklung
- 1812: 34 Feuerstellen, 266 Seelen[4]

| Steinau: Einwohnerzahlen von 1812 bis 2024 | Steinau: Einwohnerzahlen von 1812 bis 2024 | Steinau: Einwohnerzahlen von 1812 bis 2024 | Steinau: Einwohnerzahlen von 1812 bis 2024 | Steinau: Einwohnerzahlen von 1812 bis 2024 |
| --- | ------------------------------------------ | ------------------------------------------ | ------------------------------------------ | ------------------------------------------ |
| Jahr |                                            |                                            |                                            | Einwohner                                  |
| 1812 | 1812                                       |                                            | 266                                        | 266                                        |
| 1834 | 1834                                       |                                            | 324                                        | 324                                        |
| 1840 | 1840                                       |                                            | 349                                        | 349                                        |
| 1846 | 1846                                       |                                            | 347                                        | 347                                        |
| 1852 | 1852                                       |                                            | 317                                        | 317                                        |
| 1858 | 1858                                       |                                            | 345                                        | 345                                        |
| 1864 | 1864                                       |                                            | 332                                        | 332                                        |
| 1871 | 1871                                       |                                            | 284                                        | 284                                        |
| 1875 | 1875                                       |                                            | 279                                        | 279                                        |
| 1885 | 1885                                       |                                            | 324                                        | 324                                        |
| 1895 | 1895                                       |                                            | 344                                        | 344                                        |
| 1905 | 1905                                       |                                            | 345                                        | 345                                        |
| 1910 | 1910                                       |                                            | 369                                        | 369                                        |
| 1925 | 1925                                       |                                            | 419                                        | 419                                        |
| 1939 | 1939                                       |                                            | 488                                        | 488                                        |
| 1946 | 1946                                       |                                            | 649                                        | 649                                        |
| 1950 | 1950                                       |                                            | 652                                        | 652                                        |
| 1956 | 1956                                       |                                            | 672                                        | 672                                        |
| 1961 | 1961                                       |                                            | 1.020                                      | 1.020                                      |
| 1967 | 1967                                       |                                            | 1.202                                      | 1.202                                      |
| 1970 | 1970                                       |                                            | 1.235                                      | 1.235                                      |
| 1980 | 1980                                       |                                            | ?                                          | ?                                          |
| 1990 | 1990                                       |                                            | ?                                          | ?                                          |
| 2000 | 2000                                       |                                            | ?                                          | ?                                          |
| 2011 | 2011                                       |                                            | 2.097                                      | 2.097                                      |
| 2019 | 2019                                       |                                            | 2.123                                      | 2.123                                      |
| 2024 | 2024                                       |                                            | 2.024                                      | 2.024                                      |
| Datenquelle: Historisches Gemeindeverzeichnis für Hessen: Die Bevölkerung der Gemeinden 1834 bis 1967. Wiesbaden: Hessisches Statistisches Landesamt, 1968. Weitere Quellen: LAGIS; Gemeinde Petersberg; Zensus 2011 |                                            |                                            |                                            |                                            |

### Historische Religionszugehörigkeit
| Quelle: Historisches Ortslexikon |                                                                     |
| • 1885:                          | ein evangelische2 (= 0,31 %), 323 katholische (= 99,69 %) Einwohner |
| • 1961:                          | 125 evangelische (= 12,16 %), 895 katholische (= 87,06 %) Einwohner |

## Politik
Für Steinau besteht ein Ortsbezirk (Gebiete der ehemaligen Gemeinde Steinau) mit Ortsbeirat und Ortsvorsteher nach der Hessischen Gemeindeordnung.
Der Ortsbeirat besteht aus neun Mitgliedern. Bei den Kommunalwahlen in Hessen 2021 betrug die Wahlbeteiligung zum Ortsbeirat 58,17 %. Dabei wurden gewählt: vier Mitglieder der CDU, zwei Mitglieder der SPD und der „Bürgerliste Petersberg“ sowie ein Mitglied der „Christlichen Wähler-Einheit“. Der Ortsbeirat wählte Thomas Vogel (CDU) zum Ortsvorsteher.

## Infrastruktur
Im Ort gibt es
- die katholische Filialkirche St. Bartholomäus und Jakobus in Steinau,
- eine Grundschule, die Wendelinusschule,
- den katholischen Kindergarten St. Jakobus und
- ein Dorfgemeinschaftshaus.
- ein Eiscafé

## Verkehr
Der Haltepunkt Steinau (Kr Fulda) lag an der Bahnstrecke Bebra–Fulda. Er wurde inzwischen geschlossen. Durch den öffentlichen Nahverkehr ist Steinau über eine stündlich fahrende Buslinie erreichbar. Für die Organisation des Öffentlichen Nahverkehrs ist die RhönEnergie Fulda und der RMV zuständig. Die Eisenbahnstrecke zwischen Fulda und Kassel führt durch den Ort hindurch, hält jedoch nicht vor Ort an.